# Кадъкьой (вилает Одрин)
Вижте пояснителната страница за други значения на Кадъкьой.
Кадъкьой (на турски: Kadıköy) е село в Източна Тракия, Турция, вилает Одрин, околия Узункьопрю.

## География
Селото се намира на 22 км южно от Узункьопрю.

## История
В началото на 20 век Кадъкьой е село в Узункюприйска кааза на Османската империя. Според статистиката на професор Любомир Милетич в 1912 година в селото живеят помаци.